# پنتا
پنتا (به اسپانیایی: Panta) یک کوه در پرو است که در پرو واقع شده‌است. پنتا ۵٬۶۶۷ متر بالاتر از سطح دریا واقع شده‌است.